# جیمز بل
جیمز بل (به انگلیسی: James Bell) سناتور سابق عضو حزب ویگ بود. وی در سال ۱۸۵۵ تا ۱۸۵۶ و ۱۸۵۶ تا ۱۸۵۷ میلادی سناتور ایالت نیوهمپشایر در سنای ایالات متحده آمریکا بود.